# Deutsche Meisterschaften im Bahnradsport 1949
Die Deutschen Meisterschaften im Bahnradsport 1949 fanden in drei Teilen im August statt. Am 7. August 1949 wurden auf der Radrennbahn Frankfurt am Main die Meister im Steherrennen und im Sprint ermittelt. In der Einerverfolgung wurde die Meisterschaft am 14. August in Berlin ausgetragen. Die Meisterschaft im Zweier-Mannschaftsfahren wurde am 21. August in Nürnberg veranstaltet.

## Steherrennen
Die Meisterschaft litt unter Fehlentscheidungen des Wettfahrausschusses bei den Qualifikationsrennen, gegen die die Fahrer Erich Metze, Erich Hoffmann und Heinrich Schwarzer Proteste einlegten. Dabei ging es um die umstrittene Startberechtigung der Fahrer Evers und Engelbrecht, die dazu führte, dass statt acht nun neun Stehergespanne auf der Bahn fuhren. Der Protest wurde abgelehnt, woraufhin Metze, Hoffmann und Schwarzer nicht starteten. 22.000 Zuschauer fanden sich zum Finale ein und begleiteten das Rennen fast durchgehend wegen der Juryentscheidungen mit Protestrufen. Das Rennen selbst führte über 100 Kilometer und wurde von Walter Lohmann mit einer Fahrzeit von 1:36:18 Stunde dominiert. Karl Kittsteiner hatte als Gewinner der Silbermedaille einen Rückstand von 3780 Metern.
| Ergebnis |                  |          |
|          | Name             | Ort      |
| 1.       | Walter Lohmann   | Dortmund |
| 2.       | Karl Kittsteiner | Nürnberg |
| 3.       | Jean Schorn      | Köln     |

## Sprint
Der Sieger wurde nach Vor- und Hoffnungsläufen, dann in Finalläufen der besten vier Fahrer durch eine Punktewertung ermittelt. Der spätere Sieger Georg Voggenreiter hatte sich intensiv auf die Meisterschaft vorbereitet und im Training sein Körpergewicht deutlich reduziert. Die beste Zeit für die letzten 200 Meter erzielte Voggenreiter mit 11,4 Sekunden im entscheidenden Lauf gegen Bunzel. Die Reihenfolge der Platzierung lautete dann: 4. Platz Günter Schulz, 5. Platz Karl-Heinz Förster, 6. Platz Singer, 7. Platz Siehl und 8. Platz Kiesslich.
| Ergebnis |                    |          |
|          | Name               | Ort      |
| 1.       | Georg Voggenreiter | Nürnberg |
| 2.       | Werner Bunzel      | Berlin   |
| 3.       | Rudi Mirke         | München  |

## Einerverfolgung
Auf der „Werner-Seelenbinder-Kampfbahn“ von Berlin starteten 16 Fahrer zur Meisterschaft. Ältester Teilnehmer war mit 51 Jahren Paul Kroll aus Berlin, der in seinem Vorlauf Hans Kaune schlug. Die vom Publikum geforderte Ehrenrunde absolvierte er unter starkem Beifall. Insgesamt gab es acht Vorläufe, vier Zwischenläufe und zwei Vorentscheidungen. Die besten vier Fahrer waren dann Fritz Jährling, Harry Saager, Hans Preiskeit und Heinrich Schwarzer. Im Finale holte Schwarzer Preiskeit nach neun Runden ein.
| Ergebnis |                    |          |
|          | Name               | Ort      |
| 1.       | Heinrich Schwarzer | München  |
| 2.       | Hans Preiskeit     | Nürnberg |
| 3.       | Fritz Jährling     | Berlin   |

## Zweier-Mannschaftsfahren
Es wurden zwei Vorläufe (einer in Nürnberg und einer in München) ausgefahren, das Finale dann in Nürnberg auf der ASN-Radrennbahn. Den Vorlauf in München gewannen Erich Bautz und Werner Bunzel, den in Nürnberg Hans Mlady und Meyer. Die Titelverteidiger Gerhard Bolte und Willy Funda konnten durch eine Erkrankung von Funda nicht antreten. Nach einem kampfreichen Rennen siegten Holthöfer und Pankoke mit 19 Punkten vor Schwarzer und Zawadski mit 5 Punkten, beide Teams blieben in einer Runde. Alle anderen Mannschaften hatten bis zu 5 Runden Rückstand. Die Vorlaufsieger von Nürnberg, Mlady und Meyer, wurden im Finale Letzte.
| Ergebnis |                                   |                |        |
|          | Name                              | Ort            | Punkte |
| 1.       | Günther Pankoke Werner Holthöfer  | Bielefeld      | 19     |
| 2.       | Heinrich Schwarzer Erich Zawadski | München/Berlin | 5      |
| 3.       | Hans Hörmann Ludwig Hörmann       | München        | 18     |